# Регентство (Франция)

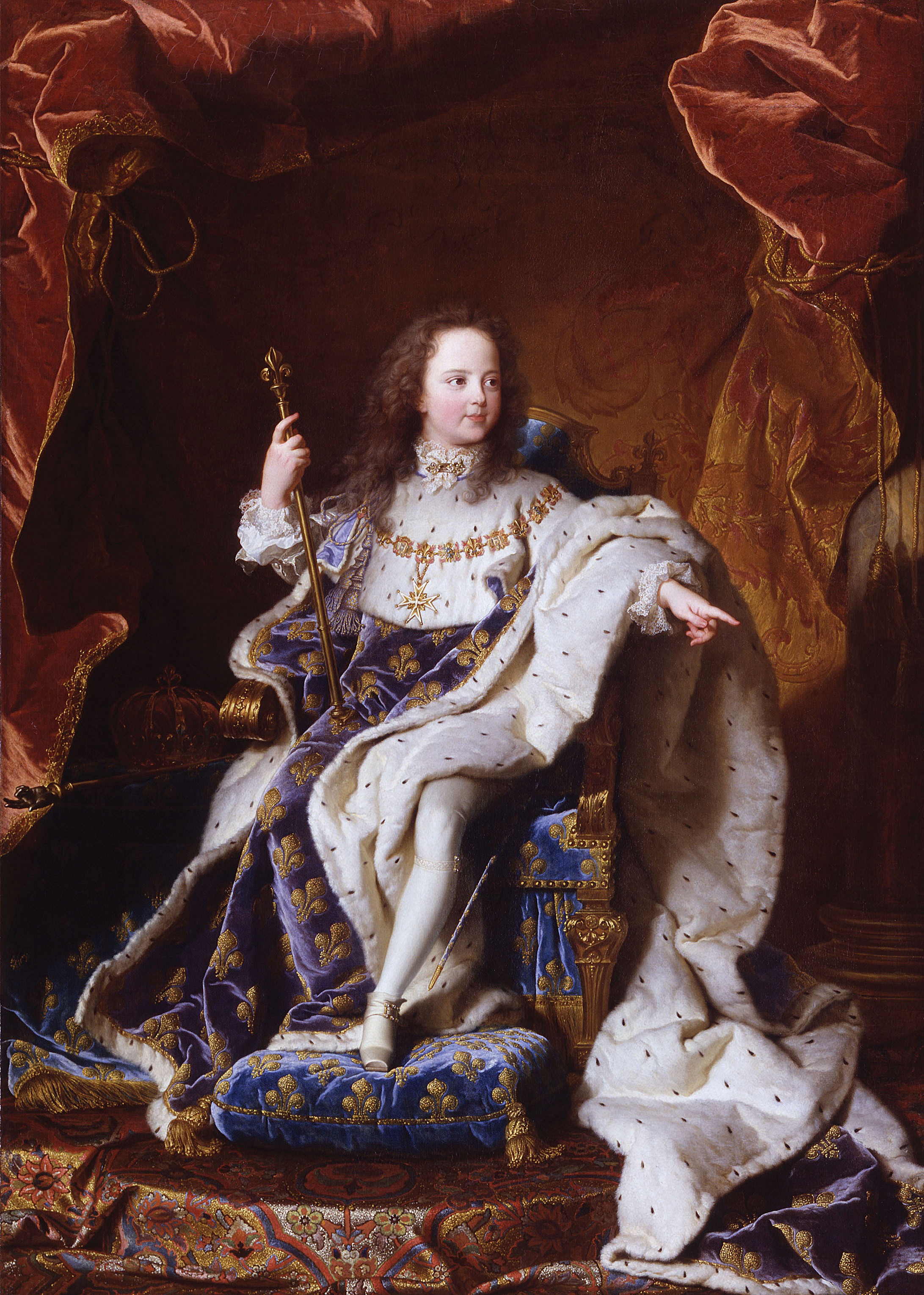
Гиацинт Риго. Портрет Людовика XV в возрасте пяти лет. 1715

Регентство (фр. Régence) — период правления Филиппа Орлеанского, племянника Людовика XIV, председателя Регентского совета при малолетнем Людовике XV. Длился с 1715 по 1723 год.
После смерти Людовика XIV 1 сентября 1715 года новым королём Франции под именем Людовика XV стал второй сын его внука, герцога Бургундского. Ребёнку исполнилось всего пять лет, поэтому встал вопрос о назначении регента. Обычно регентом при юном монархе становилась мать, однако мать Людовика XV умерла, когда тот был ещё младенцем. Легитимным кандидатом в регенты был первый принц крови, дядя Людовика XV герцог Орлеанский, но покойный Людовик XIV в своём завещании успел завещать регентские полномочия одному из своих незаконных сыновей. Тем не менее герцогу удалось привлечь на свою сторону судей Парижского парламента, и уже 2 сентября вопрос решился в его пользу.
Восьмилетнее правление регента стало периодом интенсивного разложения Старого режима, финансового кризиса и спекулятивной деятельности. Филипп Орлеанский получил страну в плачевном состоянии: от предыдущего правления ему в наследство достались повсеместная разруха, финансовый дефицит, огромный государственный долг, конфликты с рядом европейских государств, недовольство населения высокими налогами и обострённые религиозные противоречия. Регент стремился вникнуть во все эти проблемы, пытался проводить мирную внешнюю политику и поправить финансовое положение, расстроенное войнами, которые вёл Людовик XIV.
Он пересмотрел прежние методы управления государством и создал новую систему управления с помощью восьми советов, состоявших из представителей высшей знати, — так называемую полисинодию. Эти советы обсуждали относящиеся к их ведомству вопросы и сообщали своё мнение регенту, за которым было право окончательного решения.
С финансовым кризисом регент боролся, следуя рекомендациям шотландского экономиста Джона Ло. По его совету он ввёл в обращение бумажные деньги, которые, однако же, быстро обесценились. Тем не менее поставленные цели отчасти были достигнуты: благодаря эксперименту удалось уменьшить государственный долг; кроме того, он косвенным образом стимулировал развитие морской торговли и расцвет атлантических портов.

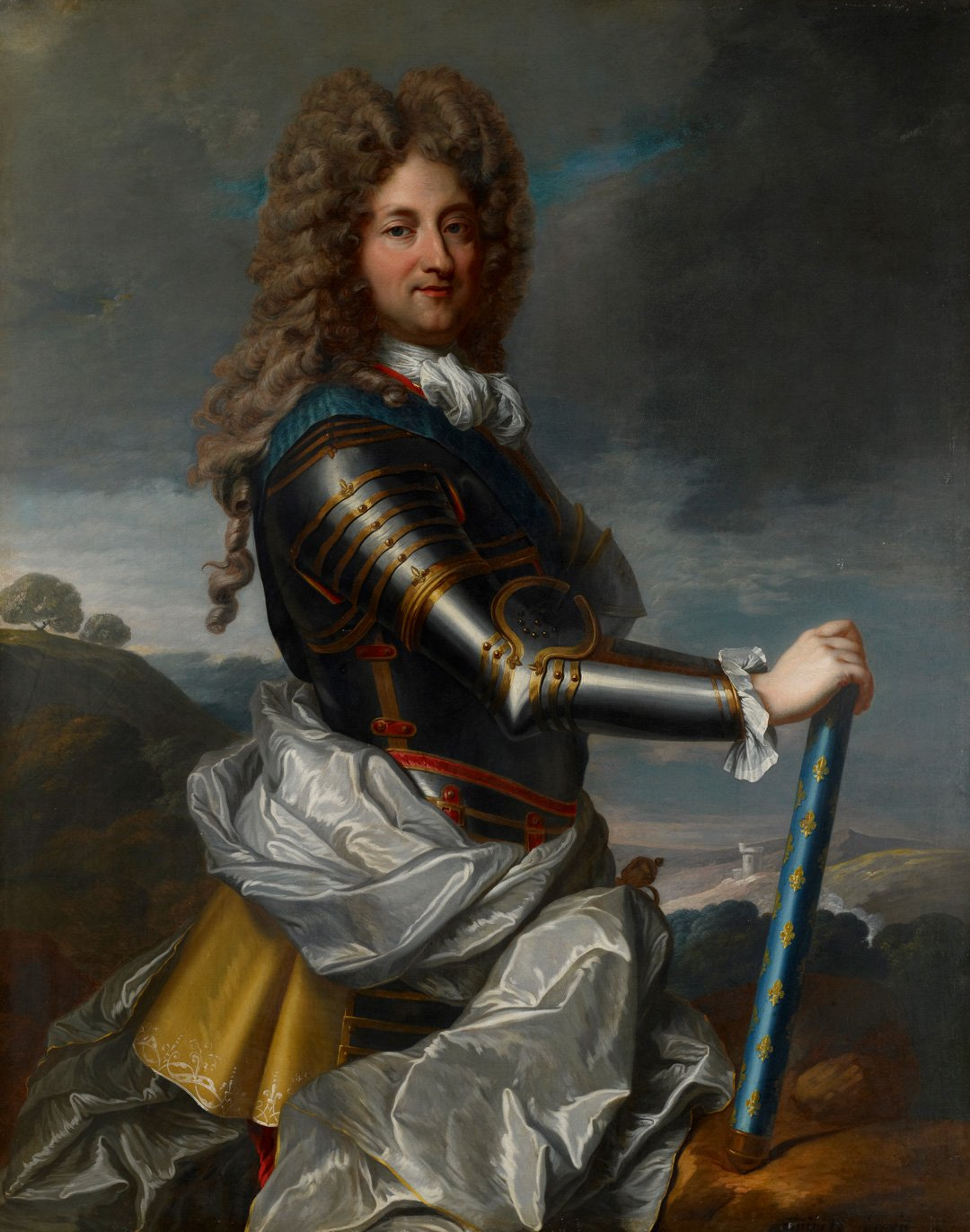
Жан-Батист Сантерр. Портрет Филиппа Орлеанского. XVIII век

Филиппу Орлеанскому также удалось упрочить международные позиции Франции: в 1717 году он заключил союз с недавними противниками — Великобританией и Соединёнными провинциями. Выступив вместе с ними против Филиппа V, стремившегося вернуть под власть Испании Королевство обеих Сицилий, он дал отпор испанскому королю, который не только признал статус-кво в Европе, но и присоединился к тройственному альянсу.
Период регентства ознаменовался также усилением свободомыслия в обществе и смягчением строгих нравов, царивших при дворе Людовика XIV. Филипп Орлеанский перенёс свою резиденцию из Версаля в Париж; центром общественной и политической жизни стал дворец Пале-Рояль. В моду вошли «галантные празднества», балы, маскарады и салоны. В этот период во Франции складывается так называемый «стиль Регентства», переходный от классицизма к рококо.
Однако после 1720 года в политике Филиппа Орлеанского, как внутренней, так и внешней, начался отказ от экспериментов и инноваций в пользу методов управления его предшественника, связанный в первую очередь с влиянием аббата Дюбуа. В 1722 году Дюбуа стал первым министром; двор вернулся в Версаль; была упразднена полисинодия; регент сблизился с иезуитами и возобновил прекратившееся на время преследование янсенистов.
Регентство герцога Орлеанского неоднозначно оценивается историками. Одни видят в нём циничного гедониста, способствовавшего упадку государства; другие отмечают, что ему удалось сохранить единство страны, способствовать поддержанию мира внутри Европы и отчасти внести вклад в будущее экономическое процветание Франции в XVIII веке. В целом он сумел сохранить преемственность в управлении государством, не допустив существенных отступлений от принципов абсолютной монархии, и эпоха регентства не стала для Франции периодом застоя.